# Necropoli della Banditaccia

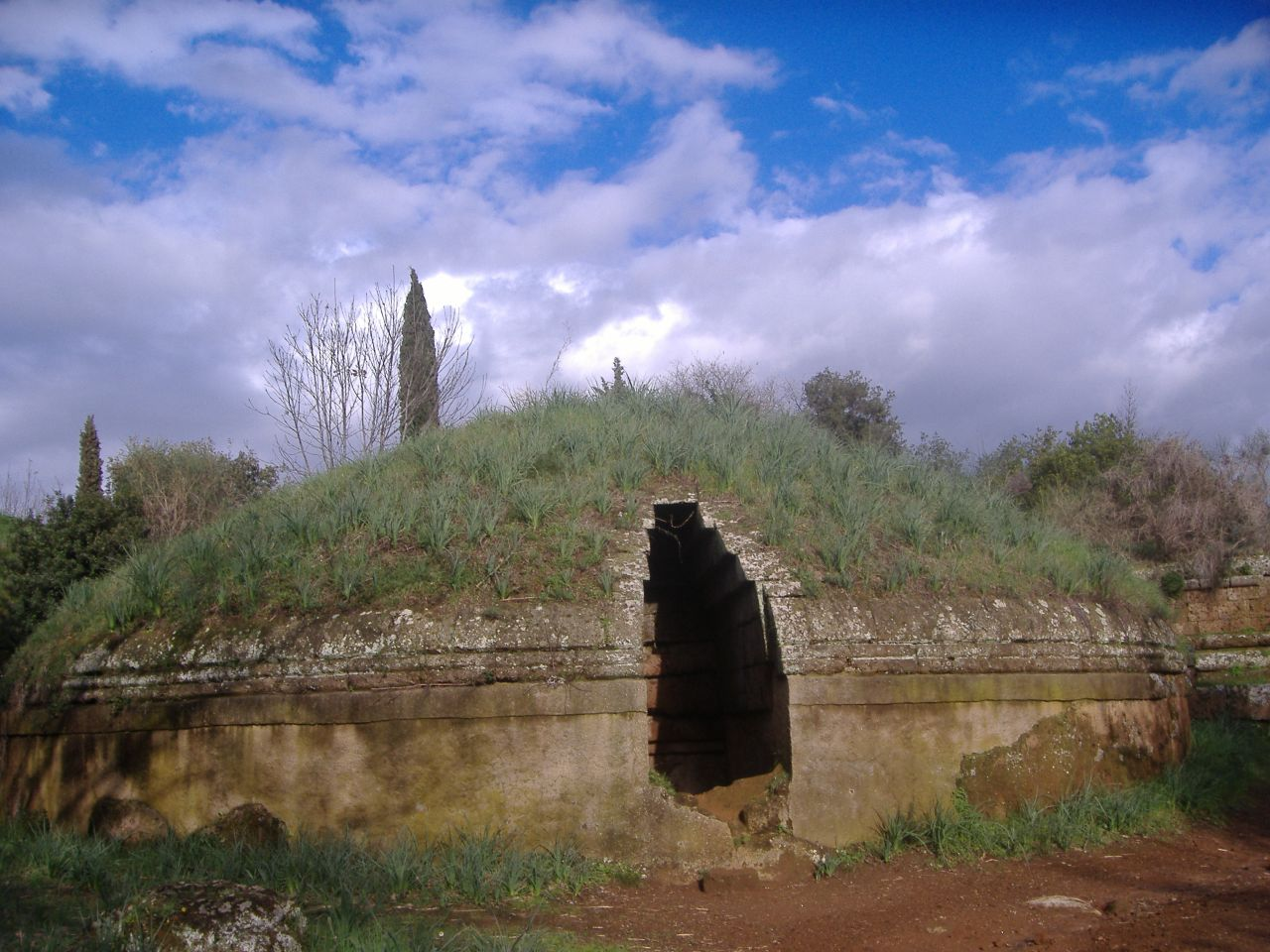
Tumulo

La necropoli della Banditaccia è una area funebre etrusca, afferente all'antica città di Caere, situata su un'altura tufacea a nord-ovest di Cerveteri, nella Città metropolitana di Roma Capitale.

## Descrizione
La necropoli che si estende per circa 20 ettari, una delle più estese al mondo, ed è attraversata da una 'via sepolcrale lunga 2 chilometri, conserva centinaia di tumuli, dai più antichi del periodo villanoviano (IX secolo a.C.) alle più "recenti" del periodo ellenistico (II secolo a.C.); si stima che nell'area si trovino oltre 20.000 tombe a camera.
La sua origine va ricercata in un nucleo di tombe villanoviane nella località Cava della Pozzolana, e il nome "Banditaccia" deriva dal fatto che dalla fine dell'Ottocento la zona viene "bandita", cioè affittata tramite bando, dai proprietari terrieri di Cerveteri a favore della popolazione locale. 
Le sepolture più antiche sono villanoviane (dal IX secolo a.C. all'VIII secolo a.C.), e sono caratterizzate dalla forma a pozzetto, dove venivano custodite le ceneri del defunto, o dalle fosse per l'inumazione.
Dal VII secolo a.C., durante il Periodo orientalizzante si hanno principalmente tumuli di grandi dimensioni. Le sepolture a tumulo sono caratterizzate da una struttura tufacea a pianta circolare che racchiude all'interno una rappresentazione della casa del defunto, con tanto di corridoio (dromos) per accedere alle varie stanze. La dovizia di particolari dell'interno di queste sepolture ha permesso agli archeologi di venire a conoscenza degli usi casalinghi degli Etruschi. Di questo periodo fanno parte la "Tomba della Capanna", il "Tumulo Maroi" e il "Tumulo Mengarelli".
Nel V secolo a.C. le tombe a tumulo furono sostituite da quelle "a dado". Quest'ultime consistono in una lunga schiera di tombe allineate regolarmente lungo vie sepolcrali. Nella parte visitabile della Necropoli della Banditaccia ci sono due di queste vie, via dei Monti Ceriti e via dei Monti della Tolfa, risalenti al VI secolo a.C..
Le sepolture più "recenti" sono del III secolo a.C., periodo dell'ellenizzazione etrusca. La sepoltura più rappresentativa di questo periodo risulta essere la "tomba dei Rilievi", risalente al IV secolo a.C. e appartenuta alla famiglia dei Matunas, come si legge nelle iscrizioni: l'interno della tomba si è mantenuto in condizioni particolarmente buone, permettendo di osservare anche gli affreschi alle pareti e sulle colonne (per questo, infatti, questa tomba è l'unica della Banditaccia che non si possa visitare -ma l'interno è visibile attraverso un vetro, a causa della particolare delicatezza degli affreschi).
Oltre che per i resti materiali archeologici, la Necropoli deve parte della sua importanza al fatto che le tombe sono state costruite replicando le case degli Etruschi, tant'è che si parla di una città dei morti che affianca quella dei vivi, fornendo così agli studiosi informazioni rilevanti sull'arte e sulla cultura di questo popol; un percorso che racconta dell'architettura abitativa etrsuca, da quella più semplice ed antica, delle capanne con i tetti di paglia, a quella più ricercata e fastosa delle case principesche.
Molti dei reperti trovati nella necropoli sono raccolti nel Museo nazionale etrusco di Villa Giulia a Roma ed in molti altri musei sparsi in tutto il mondo, mentre solo una piccola parte dei corredi funebri rinvenuti in loco è conservata nel Museo nazionale cerite. Dal luglio 2004 la necropoli della Banditaccia, insieme a quella dei Monterozzi di Tarquinia, entra a far parte della lista dei siti patrimonio dell'umanità dell'UNESCO. Nel 2012 venne inserito un percorso di visita multimediale all'interno di alcune tombe, in modo da ricreare quello che era l'ambiente nell'antichità e nel periodo in cui furono scoperte.

## Gli scavi
Inizialmente nell’800 gli scavi furono compiuti da amanti dell’antiquariato, con il fine di trovare oggetti preziosi per venderli al mercato.  Sono del 1845-46 gli scavi condotti dal marchese Giampietro Campana che portarono alla luce le lastre di terracotta etrusche, che andarono a formare la cosiddetta collezione Lastre Campana, ed oggi esposte al Museo del Louvre di Parigi.
Nel ventesimo secolo invece cominciarono ad essere regolarizzati, grazie all’archeologo Raniero Mengarelli, direttore dell’Ufficio Scavi dei Mandamenti di Civitavecchia e Tolfa, che portò avanti l’opera dal 1909 fino al 1933. L’intento di questi scavi era quello di recuperare oggetti preziosi, tanto che si limitò allo sterro in quelle strutture più evidenti. Nel 1927 portò alla luce quella che denominò Via degli Inferi, ossia la via principale dei sepolcri. Mengarelli effettuò ulteriormente degli studi topografici e approntò una serie di interventi volti ad aprire l’area al pubblico, trasformando progressivamente l’antica necropoli in un sito archeologico. L'attività di recupero alternò l'utilizzo di tecniche che puntavano alla riconoscibilità degli interventi di recupero, secondo i principi del cosiddetto restauro filologico teorizzato da Camillo Boito, a ricostruzioni ed anastilosi che non sempre erano supportate da un'adeguata documentazione e ricerca storica.
A partire dal 1936 il sito venne abbandonato e approfittando di questa situazione di degrado, il luogo fu soggetto a numerosi scavi clandestini con lo scopo di trovare reperti archeologici da essere venduti privatamente ai collezionisti.
La seconda guerra mondiale non risparmiò l'area archeologica, dove i soldati tedeschi iniziarono a soggiornare dal febbraio 1944; i pesanti carri meccanizzati danneggiarono le antiche strade, e i segni del passagio dei carri che si erano conservati fino ad allora, come anche gli scoli laterali.
Le ricerche ripresero legalmente negli anni sessanta del 900 grazie a Mario Moretti, un archeologo collaboratore di Mengarelli. Nominato direttore degli scavi di Cerveteri dal 1952, nel 1957 avviò le campagne di scavi per la Banditaccia,  riportando in auge la zona ‘dei grandi tumuli’ e quella del ‘nuovo recinto’.
Negli anni 80 Mauro Cristofani operò nell'area dell'antica civita, lavoro che poi venne proseguito dal Consiglio Nazionale delle Ricerche in collaborazione con il comune di Cerveteri, la Fondazione Luigi Rovati di Monza e la onlus A.S.S.O.

## Tombe principali

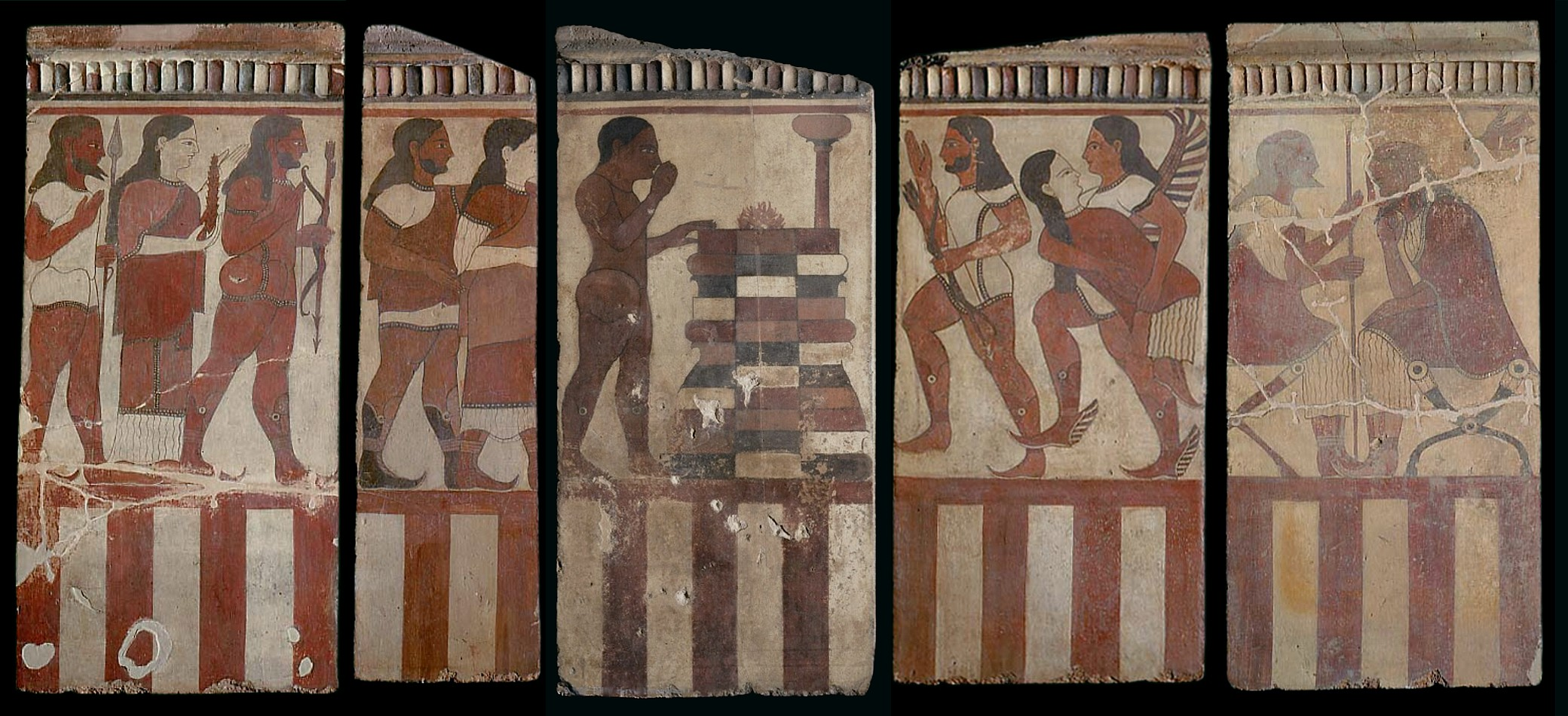
Lastra estrusca rinvenuta del XIX secolo nella necropoli ed oggi esposta al Louvre di Parigi

| Fotografia | Nome                            | Descrizione |
| ---------- | ------------------------------- | --- |
|            | Tomba della capanna             | Risale al VII secolo a.C. ed è la più antica delle 4 tombe che si trovano all'interno del Tumolo II e deve il nome al fatto che è costruita ad imitazione di una capanna, utilizzata come abitazione dagli etruschi. |
|            | Tomba delle cinque sedie        | Risalente al VII secolo a.C., prende il nome dalle cinque sedie scolpite su di una parete della camera funeraria laterale di sinistra.                                                                               |
|            | Tomba degli scudi e delle sedie | fine del VII e l'inizio del VI sec. a.C. |
|            | Tomba dei capitelli             | Con due capitelli ionici e soffitto lavorato a imitazione di un tetto con travi e incannucciata; VI secolo a.C. |
|            | Tomba dei letti funebri         | Deve il nome a due monumentali letti funebri a sarcofago femminili del VI secolo a.C.; si trova all'interno del Tumulo II, uno dei più grandi della necropoli.                                                       |
|            | Tomba dei vasi greci            | Si trova all'interno del Tumolo II, e deve il nome ai numerosi vasi di importazione greca trovati al suo interno; risale al VI secolo a.C. .                                                                         |
|            | Tomba dei dolii e degli alari   | Si trova all'interno del Tumolo II e deve il nome dei diversi contenitori per la raccolta del vino e dell'acqua trovati al suo interno; VI secolo a.C.                                                               |
|            | Tomba della cornice             | Tomba a cella tripartita, caratterizzata da una cornice che corre lungo tutte le pareti della stanza funeraria principale; VI secolo a.C. .                                                                          |
|            | Tomba della casetta             | Scavata in ub banco tufaceo, presenta una interessante struttura architettonica cruciforme; VI secolo a.C. |
|            | Tomba dell'alcova               | IV secolo a.C. |
|            | Tomba dei Rilievi               | È l'unica tomba etrusca decorata con rilievi in stucco insoliti rispetto ai consueti affreschi;IV-III secolo a.C. .                                                                                                  |

### Annotazioni
1. ↑  L'area aperta al pubblico si estende per 10 ettari Cerveteri: la necropoli della Banditaccia, su sabapviterboetruria.cultura.gov.it. URL consultato il 4 agosto 2024.

### Fonti
1. 1 2 3 4 5 6 7   La necropoli, su comune.cerveteri.rm.it. URL consultato il 4 agosto 2024.
2. 1 2   Cerveteri: la necropoli della Banditaccia, su sabapviterboetruria.cultura.gov.it. URL consultato il 4 agosto 2024.
3. ↑   Parco archeologico di Cerveteri e Tarquinia - Necropoli della Banditaccia, su cultura.gov.it. URL consultato il 4 agosto 2024.
4. ↑   Necropoli etrusca di Cerveteri, su sitiarcheologiciditalia.it. URL consultato il 4 agosto 2024.
5. ↑   Giulio Paolucci e Maurizio Martinelli, Luoghi etruschi, Sala group, 2006. URL consultato il 4 agosto 2024.
6. ↑   Francesco Roncalli, Le latre dipinte da Cerveteri, Firenze, 1965.
7. 1 2   Copia archiviata, su cerveteri.beniculturali.it. URL consultato il 5 gennaio 2021 (archiviato dall'url originale il 27 giugno 2022).
8. 1 2 3   La necropoli di Cerveteri patrimonio dell'Unesco, su romehints.com. URL consultato il 4 agosto 2024.
9. ↑   Tommaso Vagnarelli, aesaggi antichi e interpretazioni moderne: le due identità della necropoli della Banditaccia a Cerveteri, in All'Insegna del Giglio, 2021,  pp. P. 229-233.
10. 1 2   Mario Moretti, Cerveteri prima e dopo le quotidianetà che fecero l'impresa, in Archeologia in Etruria meridionale, L'Erma di Bretschneider, 2006, ISBN 9788882653651.
11. ↑   Tomba della capanna, su canino.info. URL consultato il 4 agosto 2024.
12. ↑   Tomba delle cinque sedie, su canino.info. URL consultato il 4 agosto 2024.
13. ↑   Tomba degli scudi e delle sedie, su canino.info. URL consultato il 4 agosto 2024.
14. ↑   Tomba dei capitelli, su canino.info. URL consultato il 4 agosto 2024.
15. ↑   Tomba dei letti funebri, su canino.info. URL consultato il 4 agosto 2024.
16. ↑   Tomba dei vasi greci, su canino.info. URL consultato il 4 agosto 2024.
17. ↑   Tomba dei dollii e degli alari, su canino.info. URL consultato il 4 agosto 2024.
18. ↑   Tomba della cornice, su canino.info. URL consultato il 4 agosto 2024.
19. ↑   Tomba della casetta, su canino.info. URL consultato il 4 agosto 2024.
20. ↑   Tomba dell'alcova, su canino.info. URL consultato il 4 agosto 2024.
21. ↑   Tomba dei Rilievi, su tarquinia-cerveteri.it. URL consultato l'11 agosto 2024.